# 자비에르치에

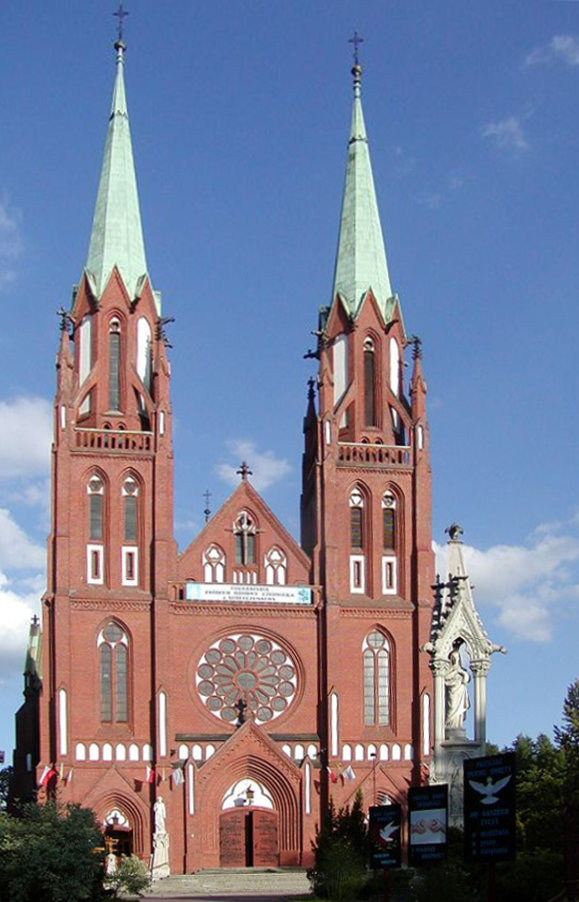
자비에르치에 교회

자비에르치에(폴란드어: Zawiercie)는 폴란드 남부 실롱스크주에 위치한 도시로 면적은 85.24km2, 높이는 300~400m, 인구는 51,862명(2012년 기준), 인구 밀도는 610명/km2이다. 바르타강의 수원지와 가까운 지점에 위치한다.

시 문장